# 민일영
민일영(閔日榮, 1955년 4월 15일 ~ )은 대한민국의 대법관을 역임한 법조인이다. 제15대 정부공직자윤리위원회 위원장이었다.

## 학력
- 경복고등학교 졸업
- 서울대학교 법과대학 법학사
- 서울대학교 대학원 법학과 석사과정 법학석사 (학위논문명 : 행위기초론에 관한 연구)
- 서울대학교 대학원 법학과 박사과정 법학박사 (학위논문명 : 주택 경매에 있어서 임대인 보호에 관한 연구)

## 경력
- 1983년 : 서울민사지방법원 판사
- 1985년 : 서울형사지방법원 판사
- 1989년 : 대구고등법원 판사
- 1990년 : 법원행정처 송무심의관
- 1991년 : 서울고등법원 판사
- 1993년 : 서울민사지방법원 판사
- 1994년 : 청주지방법원 충주지원 지원장
- 1997년 : 사법연수원 교수
- 2000년 : 서울지방법원 부장판사
- 2001년 : 중앙대학교 겸임교수
- 2002년 : 대전고등법원 부장판사
- 2003년 : 서울고등법원 부장판사
- 2006년 : 법원도서관 관장
- 2009년 2월 : 청주지방법원 법원장
- 2009년 : 충청북도선거관리위원회 위원장
- 2009년 9월 ~ 2015년 9월 : 대법원 대법관
- 2015년 9월 : 사법연수원 석좌교수
- 2016년 2월 ~ 2018년 2월 : 제15대 정부공직자윤리위원회 위원장
- 2019년 ~ : 법무법인 세종 대표 변호사
- 방일영문화재단 이사

## 가족
제18대 국회의원 박선영의 남편이다.